# سنگ‌مرغ
سنگ‌مرغ (نام علمی: Lithornis) نام یک سرده از تیره سنگ‌مرغان است.